# Taeniochromis holotaenia
Taeniochromis holotaenia (Syn.: Haplochromis body, Haplochromis holotaenia, Paratilapia dimidiata) ist eine afrikanische Buntbarschart, die endemisch im ostafrikanischen Malawisee vorkommt.

## Merkmale
Die Fische haben einen langgestreckten Körper und erreichen eine Länge von etwa 22 cm. Die Länge beträgt das 3¼-Fache der Körperhöhe. Das Kopfprofil ist leicht gebogen, die Schnauze ist kürzer als der hinter den Augen liegende Abschnitt des Kopfes. Der Unterkiefer steht leicht vor, die Maxillare reicht nicht bis unter die Augen. Im Oberkiefer stehen vier Zahnreihen, im Unterkiefer drei. In der äußeren Zahnreihe des Oberkiefers befinden sich 60 Zähne. Die meisten Zähne sind konisch. Auf dem unteren Abschnitt des ersten Kiemenbogens befinden sich elf Kiemenrechen. Die Pharyngealzähne sind schlank. Auf den „Wangen“ liegen vier Schuppenreihen. Der Schwanzstiel ist 1,5 mal so lang wie hoch. Die Schwanzflosse ist eingebuchtet.
- Flossenformel: Dorsale XVII/12, Anale III/10.
- Schuppenformel: 5/36 mLR.

Weibchen sind beige-silbirig, Männchen bläulich gefärbt. Charakteristisch für die Art ist ein ununterbrochener, breiter, schwarzer Längsstreifen, der sich von den Augen bis zum Schwanzflossenansatz erstreckt und den beide Geschlechter zeigen (Etymologie des Art-Epitheton: „holo“ = ganz + „taenia“ = Binde). Auch zwischen den Augen liegt ein schwarzer Streifen.

## Lebensweise
Taeniochromis holotaenia lebt im gesamten See sowohl über Sand- als auch über Felsböden und im Vallisnerienbewuchs. Er ernährt sich vor allem von juvenilen Buntbarschen bis zu einer Länge von 3 cm sowie von Wirbellosen. Wie die meisten Buntbarsche des Malawisees ist die Art ein oviphiler Maulbrüter.